# خالد غزاوي
خالد غزاوي (مواليد 9 مايو 1987) هو سبّاح ليبي، مثّل بلاده في الألعاب الأولمبية الصيفية 2004.

## روابط خارجية
خالد غزاوي على موقع أوليمبيديا (الإنجليزية)